# Anya Chalotra
Anya Chalotra (Wolverhampton, 1996) is een Brits actrice.

## Carrière
Chalotra begon haar carrière in het theater met stukken als Much Ado About Nothing en The Village. Ze maakte in 2018 de overstap naar televisie en speelde een rol in de televisieseries Wanderlust, The ABC Murders en Sherwood.
Ze speelt in 2019 in de Netflix-serie The Witcher de rol van Yennefer van Vengerberg, naast Henry Cavill als Geralt van Rivia.

## Filmografie

### Televisieseries
- Wanderlust (2018)
- The ABC Murders (2018)
- Sherwood (2019)
- The Witcher (2019-2021)
- Creature Commandos (2024, stem)